# Pezoporus
Pezoporus är ett fågelsläkte i familjen östpapegojor inom ordningen papegojfåglar: Släktet omfattar två arter som enbart förekommer i Australien:
- Markpapegoja (P. wallicus)
- Nattpapegoja (P. occidentalis)